# Потапов, Александр Иванович (организатор производства)
Александр Иванович Потапов (род. 3 марта 1927, Баймак, Башкирская АССР, РСФСР) — советский и российский горный инженер, крупный организатор производства, доктор технических наук. Организатор строительства и первый директор Михайловского горно-обогатительного комбината (1967—1988), лауреат Государственной премии СССР (1981), Почётный гражданин города Железногорска Курской области (2005).

## Биография
Родился 3 марта 1927 года в городе Баймак Башкирской АССР.
В 1942 году окончил Баймакский горно-металлургический техникум. В ноябре 1943 года был призван в ряды Рабоче-крестьянской Красной армии, после окончания школы подготовки снайперов и добровольно отправился в действующую армию. Участвовал в сражениях на фронтах Великой Отечественной войны: освобождал города Ковель, Владимир-Волынский и Ченстохова в Польше.
После демобилизации окончил Криворожский горнорудный техникум, а затем Криворожский горнорудный институт по специальности «Разработка  месторождений полезных ископаемых». Трудовую деятельность начал в 1953 году на Южном горно-обогатительном комбинате в городе Кривой Рог Днепропетровской области.
В 1953—1967 годах работал горным мастером, старшим инженером, начальником смены, техническим руководителем горного карьера, директором дробильной фабрики и руководителем рудника на Южном горно-обогатительном комбинате. За трудовую деятельность на этом предприятии был награждён Орденом Ленина и Орденом Трудового Красного Знамени.
В 1967 был направлен в город Железногорск Курской области для организации строительства и последующего руководства Михайловского горно-обогатительного комбината, в 1967—1988 годах был первым генеральным директором комбината. Под его руководством были введены в строй дробильная и обогатительная фабрики, фабрика окомкования, создан завод по ремонту горного оборудования, происходило оснащение производства современным технологическим оборудованием по последнему слову науки и техники, строились многочисленные социальные и культурные объекты, создавался жилой фонд и дошкольные учреждения города Железногорска. Благодаря А.И. Потапову было внесено изменение в генеральный план города Железногорска и вместо проекта на 30 000 человек, проектная численность населения была увеличена до 250 000 человек.
В 1970 году защитил диссертацию на соискание учёной степени кандидата технических наук по теме "Исследование основных вопросов взрывоподготовки при добыче и переработке железистых кварцитов".
В 1981 году за создание и внедрение гаммы обжиговых машин для производства в широких промышленных масштабах окатышей из тонкоизмельчённых железорудных концентратов был удостоен Государственной премии СССР в области науки и техники.
Был участником создания уникальной технологии разработки и обогащения железных руд, автор и соавтор ряда изобретений о теоретическом обоснованию новых технологий производства буровзрывных работ, внедрённых на всех горнорудных предприятиях страны.
По его инициативе на МГОКе были внедрены первые мощные шагающие экскаваторы, что увеличило запасы руды на складах в несколько раз и облегчило труд работников.
В 2005 году за большие заслуги в развитии города Железногорска был удостоен звания Почётного гражданина города Железногорска.

## Награды
- Орден Ленина[2];
- Орден Отечественной войны 2-й степени[2];
- Два Ордена Трудового Красного Знамени[2][7];
- Орден Дружбы народов[2];
- Государственная премия СССР (1981)[6][2];
- Почётный гражданин города Железногорска (2005)[8];
- Заслуженный горняк Украинской ССР[7];
- Полный кавалер знака "Шахтёрская слава"[7];
- Знак отличия "Трудовая доблесть России"[7].